# Malczowce
Malczowce (ukr. Мальчівці) – wieś na Ukrainie w rejonie barskim obwodu winnickiego.
Wieś królewska, położona była w pierwszej połowie XVII wieku w starostwie barskim w województwie podolskim.